# عروسی مانسون
عروسی مانسون (انگلیسی: Monsoon Wedding) فیلمی در ژانر کمدی رمانتیک و کمدی-درام به کارگردانی میرا نایر است که در سال ۲۰۰۱ منتشر شد. از بازیگران آن می‌توان به نصیرالدین شاه، کولبوشان کارباندا، روشن ست و راندیپ هودا اشاره کرد.
این فیلم موفق شد جایزهٔ شیر طلایی جشنواره فیلم ونیز را از آنِ خود کند.